# کتابخانه ملی ورنادسکی اوکراین
کتابخانه ملی ورنادسکی اوکراین (به لاتین: Vernadsky National Library of Ukraine) یک کتابخانه ملی در اوکراین است که در Holosiiv Raion واقع شده‌است.